# Бабинська сільська рада (Іллінецький район)
| Бабинська сільська рада — колишня сільська рада у складі Іллінецького району Вінницької області. Адміністративний центр — село Бабин. Сільській раді були підпорядковані населені пункти: - с. Бабин - с. Даньківка - с. Дашів |

## Склад ради
Рада складалася з 16 депутатів та голови.

## Керівний склад сільської ради
| ПІБ                    | Основні відомості                                                                  | Дата обрання | Дата звільнення |
| ---------------------- | ---------------------------------------------------------------------------------- | ------------ | --------------- |
| Павлов Олег Васильович | Сільський голова, 1966 року народження, освіта, член Соціалістичної партії України | 26.03.2006   | 31.10.2010      |
| Павлов Олег Васильович | Сільський голова, 1966 року народження, освіта середня спеціальна, безпартійний    | 31.10.2010   |                 |

Примітка: таблиця складена за даними джерела